# Свети Илия (Кукуш)
Вижте пояснителната страница за други значения на Свети Илия.
„Свети Илия“ (на гръцки: Προφήτη Ηλία) е православна църква в град Кукуш (Килкис), Гърция, част от Поленинската и Кукушка епархия на Вселенската патриаршия.
Църквата е построена в 1920 година от заселените в града гърци бежанци от Турция. Представлява трикорабна базилика с дървен покрив. В 2001 година църквата е обявена за паметник на културата като част от историческото наследство на бежанците в града.